# Lista dos treinadores vencedores do Campeonato Catarinense de Futebol
Esta é uma lista com os treinadores que conquistaram o Campeonato Catarinense de Futebol.

## Por edição
| Ano                            | Treinador              | Clube          |
| ------------------------------ | ---------------------- | -------------- |
| 1924                           | Carlos Pires           | Avaí           |
| 1925–1948: Dados indisponíveis |                        |                |
| 1949                           | Carlos de Campos Ramos | Olímpico       |
| 1950–1955: Dados indisponíveis |                        |                |
| 1956                           | Badeco                 | Operário       |
| 1957–1958: Dados indisponíveis |                        |                |
| 1959                           | Hélio Rosa             | Paula Ramos    |
| 1960–1962: Dados indisponíveis |                        |                |
| 1963                           | Milton Gonçalves       | Marcílio Dias  |
| 1964                           | Aducci Vidal           | Olímpico       |
| 1965                           | Boanerges Ávila        | Inter de Lages |
| 1966                           | Fioro Brandalise       | SER Perdigão   |
| 1967: Dados indisponíveis      |                        |                |
| 1968                           | Lauro Búrigo           | Criciúma       |
| 1969                           | Lauro Búrigo           | Metropol       |
| 1970                           | Lauro Búrigo           | Tubarão FC     |
| 1971                           | Lauro Búrigo           | América-SC     |
| 1972                           | Jorge Ferreira         | Figueirense    |
| 1973                           | Jorge Ferreira         | Avaí           |
| 1974                           | Lauro Búrigo           | Figueirense    |
| 1975                           | Áureo Malinverni       | Avaí           |
| 1976                           | Alcino Simas           | Joinville      |
| 1977                           | Edgar Ferreira         | Chapecoense    |
| 1978                           | Marinho Rodrigues      | Joinville      |
| 1979                           | Carlos Froner          | Joinville      |
| 1980                           | Natanael Ferreira      | Joinville      |
| 1981                           | Diede Lameiro          | Joinville      |
| 1982                           | Joel Castro Flores     | Joinville      |
| 1983                           | Velha                  | Joinville      |
| 1984                           | Jorge Ferreira         | Joinville      |
| 1985                           | João Francisco         | Joinville      |
| 1986                           | Zé Carlos              | Criciúma       |
| 1987                           | Eduardo Antunes        | Joinville      |
| 1988                           | Sérgio Lopes           | Avaí           |
| 1989                           | Levir Culpi            | Criciúma       |
| 1990                           | João Francisco         | Criciúma       |
| 1991                           | Lori Sandri            | Criciúma       |
| 1992                           | Joubert Pereira        | Brusque        |
| 1993                           | Sérgio Ramírez         | Criciúma       |
| 1994                           | Lula Pereira           | Figueirense    |
| 1995                           | Luiz Gonzaga Milioli   | Criciúma       |
| 1996                           | Joel Castro Flores     | Chapecoense    |
| 1997                           | Luiz Gonzaga Milioli   | Avaí           |
| 1998                           | Vacaria                | Criciúma       |
| 1999                           | Abel Ribeiro           | Figueirense    |
| 2000                           | Arthur Neto            | Joinville      |
| 2001                           | Arthur Neto            | Joinville      |
| 2002                           | Roberval Davino        | Figueirense    |
| 2003                           | Vagner Benazzi         | Figueirense    |
| 2004                           | Dorival Júnior         | Figueirense    |
| 2005                           | Luiz Carlos Barbieri   | Criciúma       |
| 2006                           | Adílson Batista        | Figueirense    |
| 2007                           | Agenor Piccinin        | Chapecoense    |
| 2008                           | Alexandre Gallo        | Figueirense    |
| 2009                           | Silas                  | Avaí           |
| 2010                           | Péricles Chamusca      | Avaí           |
| 2011                           | Mauro Ovelha           | Chapecoense    |
| 2012                           | Hemerson Maria         | Avaí           |
| 2013                           | Vadão                  | Criciúma       |
| 2014                           | Vinícius Eutrópio      | Figueirense    |
| 2015                           | Argel Fucks            | Figueirense    |
| 2016                           | Guto Ferreira          | Chapecoense    |
| 2017                           | Vagner Mancini         | Chapecoense    |
| 2018                           | Milton Cruz            | Figueirense    |
| 2019                           | Geninho                | Avaí           |
| 2020                           | Umberto Louzer         | Chapecoense    |
| 2021                           | Claudinei Oliveira     | Avaí           |
| 2022                           | Waguinho Dias          | Brusque        |
| 2023                           | Claudio Tencati        | Criciúma       |
| 2024                           | Claudio Tencati        | Criciúma       |
| 2025                           | Enderson Moreira       | Avaí           |